# St. Martin (Eggolsheim)

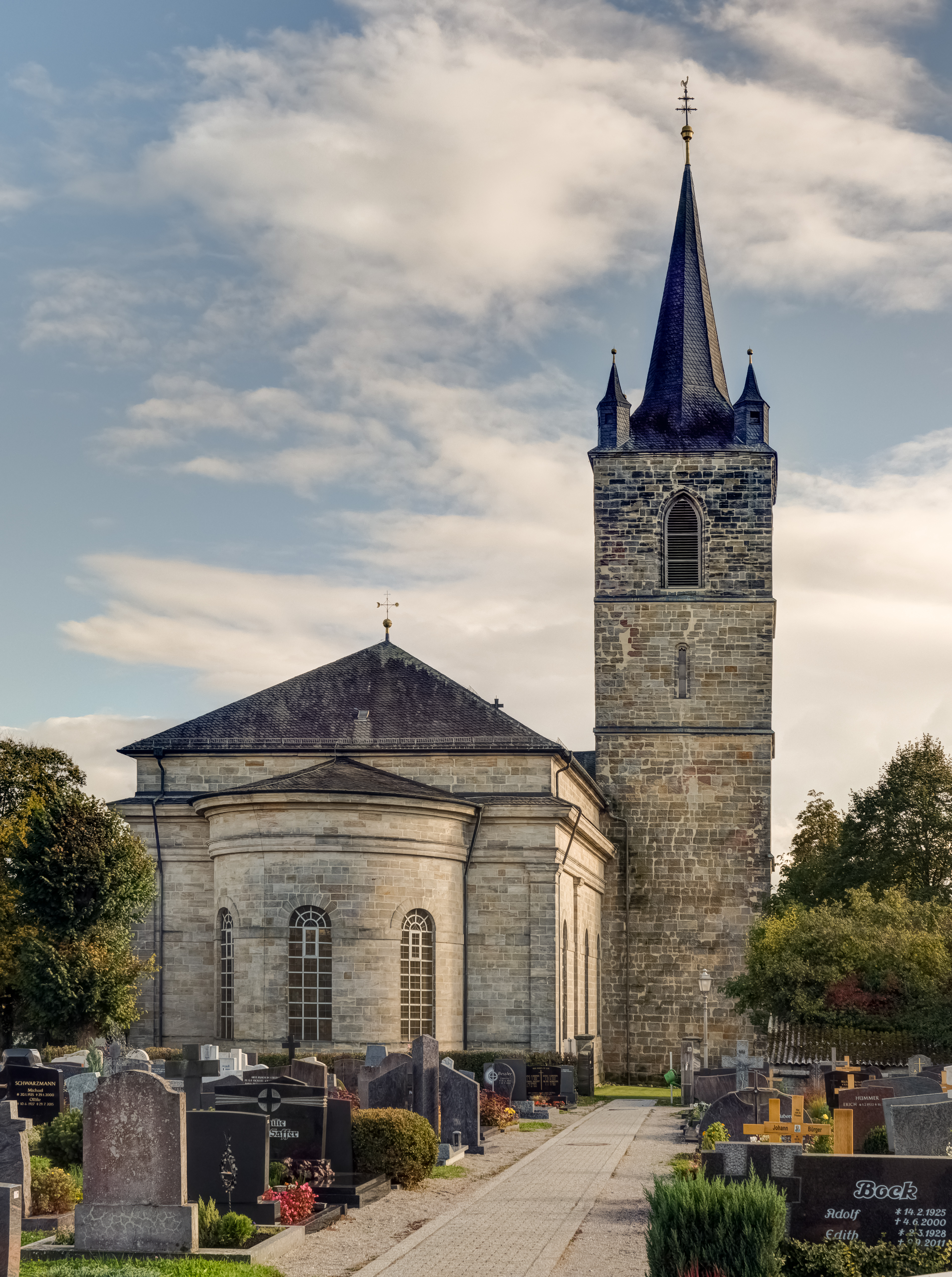
St. Martin (Eggolsheim)

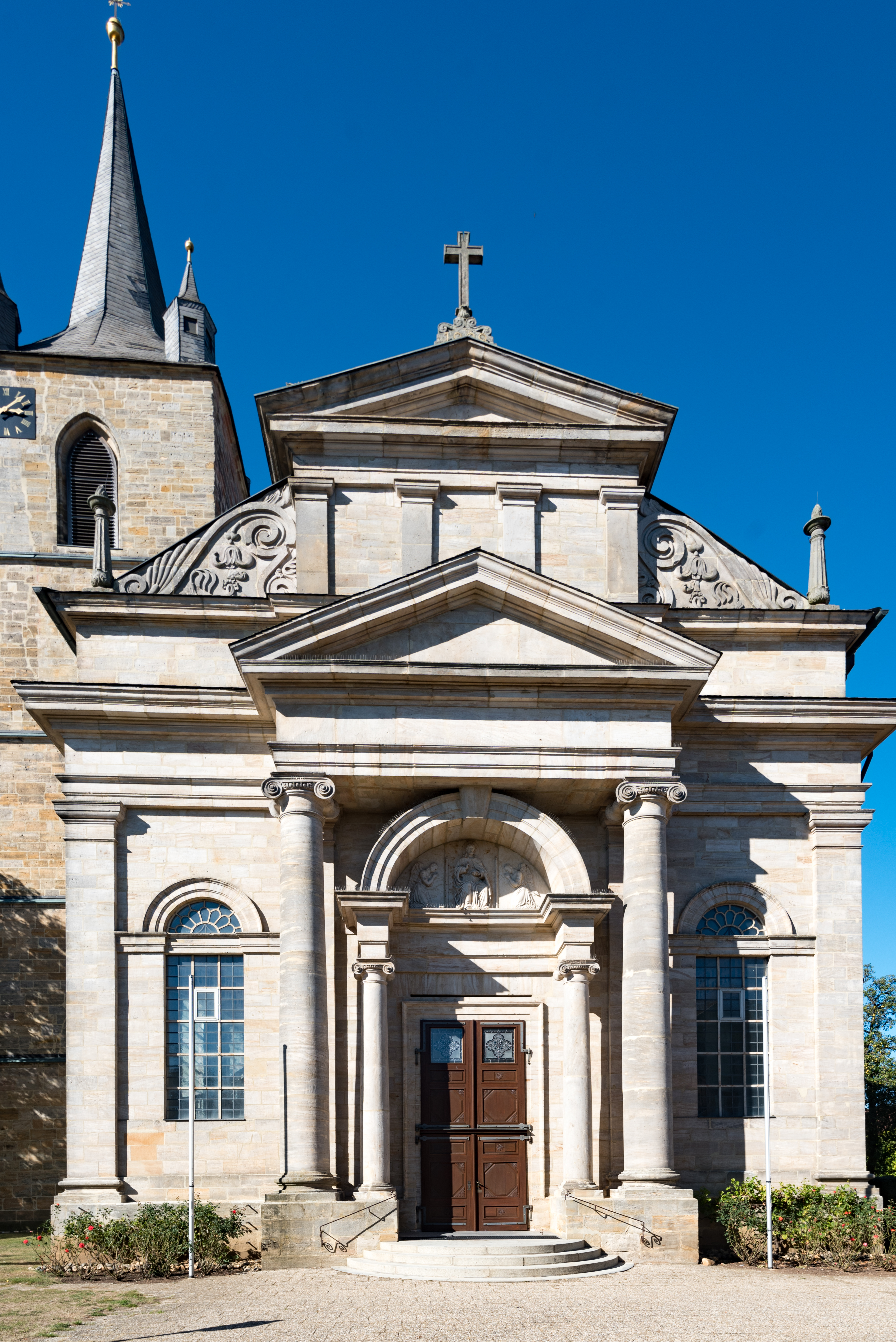
Fassade von St. Martin

Die römisch-katholische Pfarrkirche St. Martin ist ein denkmalgeschütztes Kirchengebäude in Eggolsheim, einem Markt im Landkreis Forchheim (Oberfranken, Bayern). Kirchenpatron ist Martin von Tours. Das Bauwerk ist unter der Denkmalnummer D-4-74-123-1 als Baudenkmal in der Bayerischen Denkmalliste eingetragen. Die Pfarrei gehört zur Seelsorgeeinheit Eggolsheim des Erzbistums Bamberg.

## Beschreibung
Die mittelalterliche Kirche wurde wegen Baufälligkeit am 12. September 1826 abgerissen. Nur die drei unteren Geschosse, entsprechend der Bauinschrift von 1305 am ersten Geschoss des seitlich am Langhaus stehenden gotischen Kirchturms sind erhalten geblieben. Am 17. Mai 1827 wurde der Grundstein für das neue im klassizistischen Baustil erbaute Langhaus und den halbrunden Chor aus Quadermauerwerk gelegt, die von Franz Joseph Schirlinger angeblich nach einem Entwurf von Leo von Klenze ausgeführt wurden. Die nach Norden ausgerichtete Kirche wurde am 28. Oktober 1844 eingeweiht. Das Portal befindet sich in einer Attika in der Fassade an der Südseite des Langhauses. Der Kirchturm wurde 1644/45 mit einem achtseitigen, spitzen Helm bedeckt, an den vier Ecken von Wichhäuschen flankiert.
Die drei Deckengemälde mit Szenen aus dem Leben des heiligen Martin entstanden aus Anlass des 100-jährigen Kirchenjubiläums und stammen von Kaspar Schleibner. Das mittlere Fresko, die Apotheose des Heiligen Martin, enthält eine Darstellung von Eggelsheim mit der Martinskirche. Im Chor steht der 1864 gefertigte Hochaltar, ein Werk von Jakob Schmitt-Friedrich aus den Jahren 1862 bis 1864. Über dem Tabernakel in der Mitte befindet sich eine Statue von Jesus Christus, im Altarauszug ein Relief von der Krönung Mariens. Das Altarretabel des linken Seitenaltars zeigt die Verkündigung des Erzengels Gabriel an Maria, das des rechten die Kreuzabnahme, gemalt von Johann Heiss. Als Antependium des schlichten Volksaltars dient ein Steinrelief mit dem heiligen Martin zu Pferd zusammen mit dem Bettler. Die Bilder des Kreuzwegs von Georg Ernst Meurer entstanden 1794.
Aus der Erbauungszeit der Kirche stammt das Taufbecken, auf dessen Deckel die Taufe Jesu dargestellt ist. Die Orgel auf der Empore hat 32 Register, verteilt auf Manuale und Pedal, und wurde 2003 von Friedrich Goll gebaut.